# Brilhante

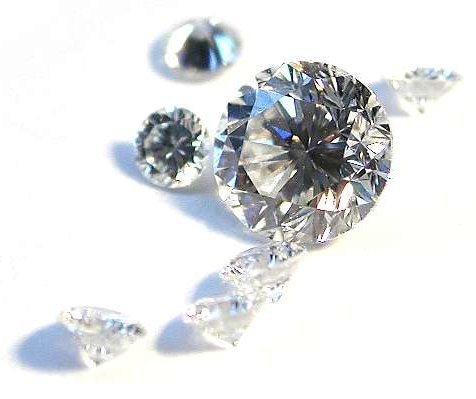
Uma coleção de diamantes cortados como "brilhantes", mostrando suas várias facetas refletoras.

Um brilhante é um diamante ou outra pedra preciosa em uma fórmula particular com inúmeras facetas, de modo a ter brilho excepcional. A forma semelhante a de um cone e fornece luz de retorno maximizada, através do topo do diamante.
Mesmo com as técnicas mais modernas, o corte e polimento de um cristal de diamante sempre resulta em uma dramática perda de peso; raramente é inferior a 50%. O corte brilhante redondo é o preferido quando o cristal é um octaedro, como muitas vezes duas pedras podem ser cortadas a partir de um cristal bruto. Cristais em formatos exóticos, tais como macles, são mais propensos a ser cortado em um corte chique  — que é, um corte diferente do brilhante redondo — o que a particular forma de cristal se presta.

## Facetas, proporções e nomes
O corte original chamado de brilhante foi desenvolvido por Marcel Tolkowsky, em 1919. O brilhante redondo moderno consiste de 58 facetas (ou 57 se a culaça é excluída). 

## Fenômeno de corações e setas
Um diamante que tem a "mesa" exatamente perpendicular ao fundo do diamante ou "pavilhão" e tem suas outras facetas precisamente alinhado com excelente simetria, pode mostrar padrões que se parecem com as setas de cima e corações do fundo. Geralmente, ele precisará ser visto solto sob um microscópio de ourives para ver o padrão muito bem. Embora a propriedade de corações e setas é indicativo de um alto nível de corte, nem sempre significa o diamante será o mais brilhante. O posicionamento ótimo de faceta é a chave para o brilho e é mais importante do que a padronização de faceta. Nem todos os cortes arredondados ideais possuem o efeito de corações e setas.